# Wołosi w Polsce
Wołosi – grupa etniczna pochodząca z Półwyspu Bałkańskiego, wyróżniana na podstawie języka (dialekty wschodnioromańskie) i trybu życia (pasterstwo transhumancyjne).

## Dane szczegółowe

### Pochodzenie, migracja
Wołosi to grupa etniczna o pochodzeniu romańskim, w skład którego wchodzili też Arumuni – wywodzą się z Półwyspu Bałkańskiego. Stamtąd rozpoczęła się ich stopniowa migracja na północ. W XIII w. utworzyli kilka naddunajskich księstw, zjednoczonych później w dwa organizmy państwowe – Mołdawię i Wołoszczyznę, powstałe poprzez nawarstwianie się osadnictwa wołoskiego na tereny zamieszkane przez Słowian i koczownicze ludy tureckie. Tak Mołdawia, jak i Wołoszczyzna lawirowały początkowo między Węgrami i Turcją, próbując utrzymać niezależność, ulegając jednak w XVI wieku Turcji.
Migracja dotarła aż na ziemie polskie, gdzie główna fala w 70. latach XIV wieku dotarła w rejony górskie, dając poprzez asymilację z ludnością ruską początek licznym grupom etnicznym – między innymi Łemkom, Bojkom, Dolinianom, Hucułom, wywierając wpływ w warstwie pochodzeniowej i kulturowej (np. ikony typu bułgarskiego). Fala migracji Wołochów trwała aż do XVI wieku i przeszła poprzez Małopolskę i Śląsk Cieszyński aż do wschodnich Moraw. Nieliczne grupy wołoskie na terenach Polski południowej znane były jednak już w XIII w.
W XVI wieku migracja ludności wołoskiej praktycznie zakończyła się. Stało się to za przyczyną m.in. umocnienia systemu feudalnego, zarówno na terenach księstw naddunajskich, jak i Siedmiogrodu należącego do Węgier, a także przez zaawansowanie procesów asymilacyjnych, zastępowanie prawa osadnictwa wołoskiego prawem miejscowym itp.

### Prawo lokacyjne, sądy
Wioski lokowane były na prawie wołoskim, odrębnym od prawa niemieckiego czy ruskiego. Związane to było z profilem pasterskim lepiej nadającym się do lichych, gęsto zalesionych ziem górskich. Dlatego też często uzupełniano wieś rolniczą Wołochami lub osadzano Wołochów w opustoszałej wsi powstałej w XIII wieku w czasie prób wykorzystania tych terenów. Na czele wsi stał kniaź mający uprawnienia sądownicze. Wyróżnia się też czasem naczelników dolin (zborów) i to zarówno na terenach polskich jak i rumuńskich. Również ci naczelnicy mieli własne sądownictwo nazywane aż do XIX wieku sądami zborowymi lub strungowymi. Umiejscowione one były we wsi macierzystej czyli w watrze. Strungi odbywały się raz do roku w lipcu. Wtedy też opłacano podatek królewski.

### Religia i wyznania
Wołosi w zdecydowanej większości byli chrześcijanami wyznania prawosławnego, znane są też liczne rodziny wołoskie obrządku greckokatolickiego, w tym nawet proboszczowie. Charakterystyczną cechą jest kult wczesnochrześcijańskiego męczennika św. Dymitra, który jest patronem służących w wojsku żołnierzy prawosławnych. Przy lokacji wsi na ogół była też lokalizowana cerkiew lub rzadziej jednostkowa parafia wraz z uposażeniem. Charakterystyczne jest jednak to, że cerkiew była zależna od kniazia, który dysponował jej dobrami i osadzał popów. Cerkiew lokowana była w centrum osady, zaś monastyr na obrzeżu wsi.

### Zajęcia
Było to plemię koczowniczych, lub półosiadłych pasterzy górskich. Wraz z wędrówkami zanosili na tereny górskie oryginalny sposób wypasu owiec przyjęty do dziś przez mieszkańców Karpat – górali (Polaków i Rusinów m.in. Łemków). W miarę asymilacji oraz wprowadzania prawa miejscowego przechodzili oni na rolniczy i pasterski tryb życia. Budowali stałe wsie, obejmowali urzędy, dostępując zaliczenia w poczet szlachty polskiej.

### Życie
Latem przebywali wraz ze swoimi stadami kóz i owiec w górach, zaś zimą przenosili się na tereny puszczańskie (np. Puszcza Sandomierska). Przenosiny te odbywały się wiosną i jesienią,  w ich trakcie przechodzili przez tereny rolnicze, będąc czasem posądzani o wyrządzanie szkód tamtejszej ludności, jako że byli ludem skłonnym do rozbojów. Było to plemię skonsolidowane w płaszczyźnie rodzinnej. Bardzo rzadko zawiązywali związki małżeńskie z obcymi i na początku jedynie w bogatych rodach.

### Nobilitacja
Wiele rodzin wołoskich brało udział w wojnach. Była to okazja do zdobycia nobilitacji. Widać to w XIV wieku na Węgrzech, ale także i w Polsce. Większość rodzin nobilitowanych otrzymywała herb Sas – od Dragów-Sasów. Jednak nie wszystkie, bo nobilitowano przede wszystkim za wybitne zasługi  i nie tylko rodziny wołoskie otrzymywały ten herb.

## Osady wołoskie na Rusi Czerwonej i w Małopolsce (ziemia lubelska)

### Ziemia halicka
Jabłonica, Mikuliczyn, Berezów Niżny, Berezów Wyżny, Lucza, Tekucza, Uteropy, Kosów, Pystyń, Stopczatów, Myszyn, Kluczów, Worbiąż, Spas, Kniaziodwór, Łucze, Delatyn, Pniów, Wołosów, Przerośl, Chlebiczyn, Żukocin, Uhorniki, Targowica, Przybyłów, Cucyłów, Grabowiec, Chorniaków, Markowca, Tyśmienica, Tłumacz, Oleszno, Knihinin, Bukowna, Milowanie, Podniewa, Uzin, Bitków, Monasterczany, Starunia, Lachowice, Bohorodczany, Drohomirczany, Żuraki, Pasieczna, Sielec, Czesibiesy, Podgrodzie, Kamień, Podmichalce, Przewozie, Niegowce, Serednie, Dorohów, Tynetniki, Stawne, Olechowiec, Buków, Czećniki, Lipica, Żolibory, Delijów, Dryszczów, Tołstobaby, Wodniki, Łany, Tumiez, Szarańczuki, Rudniki, Wyczółki, Korościatyń, Berezowice, Byczkowce

### Ziemia lwowska i powiat żydaczowski
Perehińsko, Bolechów Wołoski, Wołoska Wieś, Kozara, Czerniów, Poświrz, Tuczna, Prybeń, Kurzany, Rozhadów, Pohrabce, Żuków, Pluchów, Kondratów, Jasionowce, Parapelniki, Podlipce, Jasionowce, Podlipce, Kołtów, Hołuica, Świrz, Stulsko, Drohowyże, Krasów, Suchodół, Podciemne, Siedlisko, Kuhajów, Sołonka, Zubrza, Honiatycze, Sroki, Leśniowce, Jażów, Kurniki, Łozina, Krechów, Żorniska, Jaśniska, Zielów, Monaster, Mokrotyń, Macoszyn, Semrków, Błyszczywody

### Województwo bełskie
Kobylnica Wołoska, Basznia, Łukawiec, Żuków, Warchrata, Brusno Stare, Prusie, Lubycza, Teniatyska, Nowe Hrebenne, Stare Hrebenne, Ulicko, Ruda, Mosty, Ruda Wołoska, Tarnawska, Werechanie, Niemirów, Zabłocie, Sielec Bieńków, Nieznanów, Czanyż, Ohladów, Opłucko, Szczurowice

### Ziemia chełmska
Żurawnica, Wola Lipska, Huszczka Wołoska, Olszanka, Żdżanne, Hniszów, Stulno, Łukówek, Bereść, Samarowice

### Ziemia lubelska
Chrzanów, Goraj, Branew Wołowska, Radzięcin

### Ziemia przemyska
Bircza, Jamna Dolna, Jamna Górna, Trójca, Kopysno, Brylińce, Cisowa, Makowa, Nowe Sady, Sarny, Podbórz, Sokola, Bonów, Bolanowice, Dziewięczyce, Olszany, Humieniec, Czaple, Buniowice, Hubice, Pacław, Smolnia, Starzawa, Terło, Rudawka, Krościenko, Strzelbice, Bilicz, Lenina, Mszaniec, Łużek Górny, Strzyłki, Hołowiecko, Wołcze, Jasienica Zamkowa, Topolnica, Łużek Dolny, Żupanie, Matków, Wysocko Wyżne, Komarniki, Wysocko Niżne, Ilniczek, Ilnik, Turka, Isaje, Jawora, Turze, Tuchla, Skole, Synowódzko Niżne, Synowódzko Wyżne, Stynawa Wyżna, Tustanowice, Żulin, Borysław, Podhoradec, Kłodnica, Michałowice, Kobło, Wola Derewna, Derewno, Stronna, Łukawica, Manasterzec, Wola Błażowska, Nowoszyce, Czerchawa, Wola, Stupnica, Kotów, Urosz, Wolsza, Łastówki, Podbuż, Jasienica Solna, Uniatycze, Dołhe, Uliczno, Solec, Horucko, Letnia, Hubice, Bolechowice, Medenice, Poczajowice, Bilcze, Delawa, Wownia.

### Ziemia sanocka
Dziurdziów, Trzcianka, Bandrów, Jaśliska, Wola Sękowa, Odrzechowa, Końskie, Hłomcza, Witryłów, Łubno, Hadle Szklarskie, Rudawka Rymanowska, Żohatyn, Lipa, Leszczawa, Brzeżawa, Tyrawa Wołoska, Bezmichowa, Serednica, Stefkowa, Ustianowa, Olszanica, Uherce, Bóbrka, Chrewt, Polana, Żurawin, Tarnawa Dolna, Wola, Tworylne, Rajskie, Smolnik, Wołkowyja, Solina, Mchawa, Serednie, Zahoczewie, Łukowe, Wola Czaszyńska, Czaszyn, Markowce, Niebieszczany, Morochów, Wola Morochowska, Płonna, Szczawne, Radoszyce